# Morrovalle
Morrovalle település Olaszországban, Marche régióban, Macerata megyében. Lakosainak száma 9816 fő (2023. január 1.). Morrovalle Macerata, Montecosaro, Montelupone, Corridonia, Monte San Giusto és Montegranaro községekkel határos.

## Népesség
A település lakossága az elmúlt években az alábbi módon változott:
| Lakosok száma | 10 150 | 10 056 | 9816 |
|               | 2017   | 2018   | 2023 |